# Honduras' fodboldlandshold
Honduras' fodboldlandshold er det nationale fodboldhold i Honduras. Det administreres af forbundet Federación Nacional Autónoma de Fútbol de Honduras.
Det honduranske landsholds første kamp endte med et 10-1 nederlag til Guatemala (Honduras' største nederlag nogensinde). Holdets første deltagelse ved en VM-slutrunde fandt sted i 1982. Her blev det til to uafgjorte kampe og et enkelt nederlag: 1-1 mod Nordirland og værtsnationen Spanien og 1-2 mod Jugoslavien. Udover disse præstationer endte holdet på andenpladsen ved CONCACAF Gold Cup i 1991 og vandt UNCAF Nations Cup i 1993 og 1995.
En kvalifikationskamp til VM 1970 mod nabolandet El Salvador udviklede sig dramatisk, da den el salvadoranske hær efter store tilskueroptøjer gennemførte et angreb på Honduras. Dette blev kendt som fodboldkrigen.
Deltog ved VM 2010 i Sydafrika, gik ikke videre fra gruppespillet!
| Fodbold | Spire Denne artikel om et fodboldlandshold er en spire som bør udbygges. Du er velkommen til at hjælpe Wikipedia ved at udvide den. |

|  | Infoboks uden skabelon Denne artikel har en infoboks dannet af en tabel eller tilsvarende. |